# Municipio de Pleasant Valley (Minnesota)
El municipio de Pleasant Valley (en inglés: Pleasant Valley Township) es un municipio ubicado en el condado de Mower en el estado estadounidense de Minnesota. En el año 2010 tenía una población de 304 habitantes y una densidad poblacional de 3,91 personas por km².

## Geografía
El municipio de Pleasant Valley se encuentra ubicado en las coordenadas 43°47′51″N 92°37′46″O / 43.79750, -92.62944. Según la Oficina del Censo de los Estados Unidos, el municipio tiene una superficie total de 77.82 km², de la cual 77,82 km² corresponden a tierra firme y (0 %) 0 km² es agua.

## Demografía
Según el censo de 2010, había 304 personas residiendo en el municipio de Pleasant Valley. La densidad de población era de 3,91 hab./km². De los 304 habitantes, el municipio de Pleasant Valley estaba compuesto por el 99,34 % blancos, el 0,33 % eran amerindios, el 0,33 % eran asiáticos. Del total de la población el 0 % eran hispanos o latinos de cualquier raza.